# بلطي متقلب
بلطي مُتقلب أو بلطي مُتبدل (الاسم العلمي: Astatotilapia)، جنس أسماك تعيش في المياه العذبة من فصيلة البلطية الموجودة في شرق وشمال أفريقيا، مع نوع واحد، سمكة حاضن الفم الأردنية، في غرب آسيا (النوع الوحيد من الهابلوكرومسية غير الأفريقي). تم نقل العديد من الأنواع بين هذا الجنس وهابلوكرومس، وبينما تم التوصل إلى بعض التوافق في السنوات الأخيرة، إلا أن التعيين المتبادل لا يزال غير مستقر. استنادًا إلى، الحمض النووي المُتَقَدِّرِيّ فإن البلطي المتقلب كما هو محدد حاليًا هو متعدد العرق.